# Верхня Франція
Верхня Франція  (також О-де-Франс, фр. Hauts-de-France) — регіон Франції, створений відповідно до територіальної реформи французьких регіонів 2014 внаслідок об'єднання регіонів Нор-Па-де-Кале і Пікардія. Датою утворення нового регіону вважається 1 січня 2016.

## Назва
У тексті закону визначено тимчасове найменування регіону, що складається з поєднання назв історичної області Пікардія (фр. Picardie), протоки Па-де-Кале (фр. Pas de Calais) і позначення місця регіону на мапі Франції (Нор — північ; фр. Nord), розділених (у французькому написанні) дефісами. 

## Географія
Регіон, загальною площею 31813 км² є восьмим за величиною на території метрополії Франції. Він розташований на північному сході країни і межує з регіоном Іль-де-Франс на півдні, регіоном Нормандія на південному заході та регіоном Гранд-Ест на південному сході. На північному сході регіон межує з Бельгією. З північного сходу регіон омивається Північним морем і протокою Па-де-Кале.

## Історія
У Середньовіччі Пікардія розпадалася на графства Вермандуа, Валуа і Ам'єннуа. Області навколо Суассона і Лана жили самостійним політичним життям. Вперше назву «Пікардія» зафіксовано в документах XIII століття. Так називали область поширення особливої пікардської говірки. Володіння Пікардії у французької корони оскаржували англійці і герцоги Бургундські. Через Пікардію проходили шляхи майже всіх завойовників, які прагнули опанувати Парижем. У ході Першої світової війни багато старовинних міст Пікардії, включаючи Перонн і Сен-Кантен, були повністю зруйновані.
Пікардія — батьківщина готичної архітектури, тут збереглося шість видатних середньовічних соборів, найбільший з яких — в Ам'єні.
У 1790 році історичні провінції Франції були перетворені в департаменти. Під час Третьої республіки у 1919 році Етьєном Клементелем були засновані «економічні регіони» і зроблена перша спроба економічного планування.

## Українська громада
Сильвестр Бондар (1899, Ольгопіль, Ольгопільський повіт, Подільська губернія - 19.10.1963, Камон, Сомма, Франція) - поручник Армії УНР, учасник бою під Крутами

## Адміністративний поділ
Регіон має площу понад 31813 км² з чисельністю населення 5987883 осіб. Щільність населення складає (станом на 2013 рік) 188,22 осіб/км². Адміністративним центром регіону О-де-Франс є Лілль (рішення про статус центру ухвалене 28 вересня 2016 року).

### Департаменти
| Департамент | Департамент | Герб | Площа    | Населення | Щільність населення | Префектура |
| ----------- | ----------- | ---- | -------- | --------- | ------------------- | ---------- |
| 02          | Ена         |      | 7369 км² | 540 888   | 75,33 осіб/км²      | Лан        |
| 59          | Нор         |      | 5743 км² | 2 587 128 | 455,85 осіб/км²     | Лілль      |
| 60          | Уаза        |      | 5860 км² | 810 300   | 140,56 осіб/км²     | Бове       |
| 62          | Па-де-Кале  |      | 6671 км² | 1 463 628 | 223,24 осіб/км²     | Аррас      |
| 80          | Сомма       |      | 6170 км² | 571 154   | 94,55 осіб/км²      | Ам'єн      |

## Найбільші міста
Найбільшими містами регіону (з населенням понад 30 000 мешканців) є:
| №  | Місто          | Департамент | Населення (2013) |
| -- | -------------- | ----------- | ---------------- |
| 1  | Лілль          | Нор         | 231491           |
| 2  | Ам'єн          | Сомма       | 132699           |
| 3  | Рубе           | Нор         | 95866            |
| 4  | Туркуен        | Нор         | 92974            |
| 5  | Дюнкерк        | Нор         | 89882            |
| 6  | Кале           | Па-де-Кале  | 72520            |
| 7  | Вільнев-д'Аск  | Нор         | 62616            |
| 8  | Сен-Кантен     | Ена         | 55698            |
| 9  | Бове           | Уаза        | 55252            |
| 10 | Валансьєн      | Нор         | 42851            |
| 11 | Булонь-сюр-Мер | Па-де-Кале  | 42537            |
| 12 | Ватрело        | Нор         | 41552            |
| 13 | Дуе            | Нор         | 41189            |
| 14 | Аррас          | Па-де-Кале  | 40830            |
| 15 | Комп'єнь       | Уаза        | 40430            |
| 16 | Марк-ан-Барель | Нор         | 39392            |
| 17 | Крей           | Уаза        | 34262            |
| 18 | Камбре         | Нор         | 32852            |
| 19 | Ланс           | Па-де-Кале  | 31647            |
| 20 | Льєвен         | Па-де-Кале  | 31517            |
| 21 | Мобеж          | Нор         | 30567            |